# Tabernacolo degli Strozzi

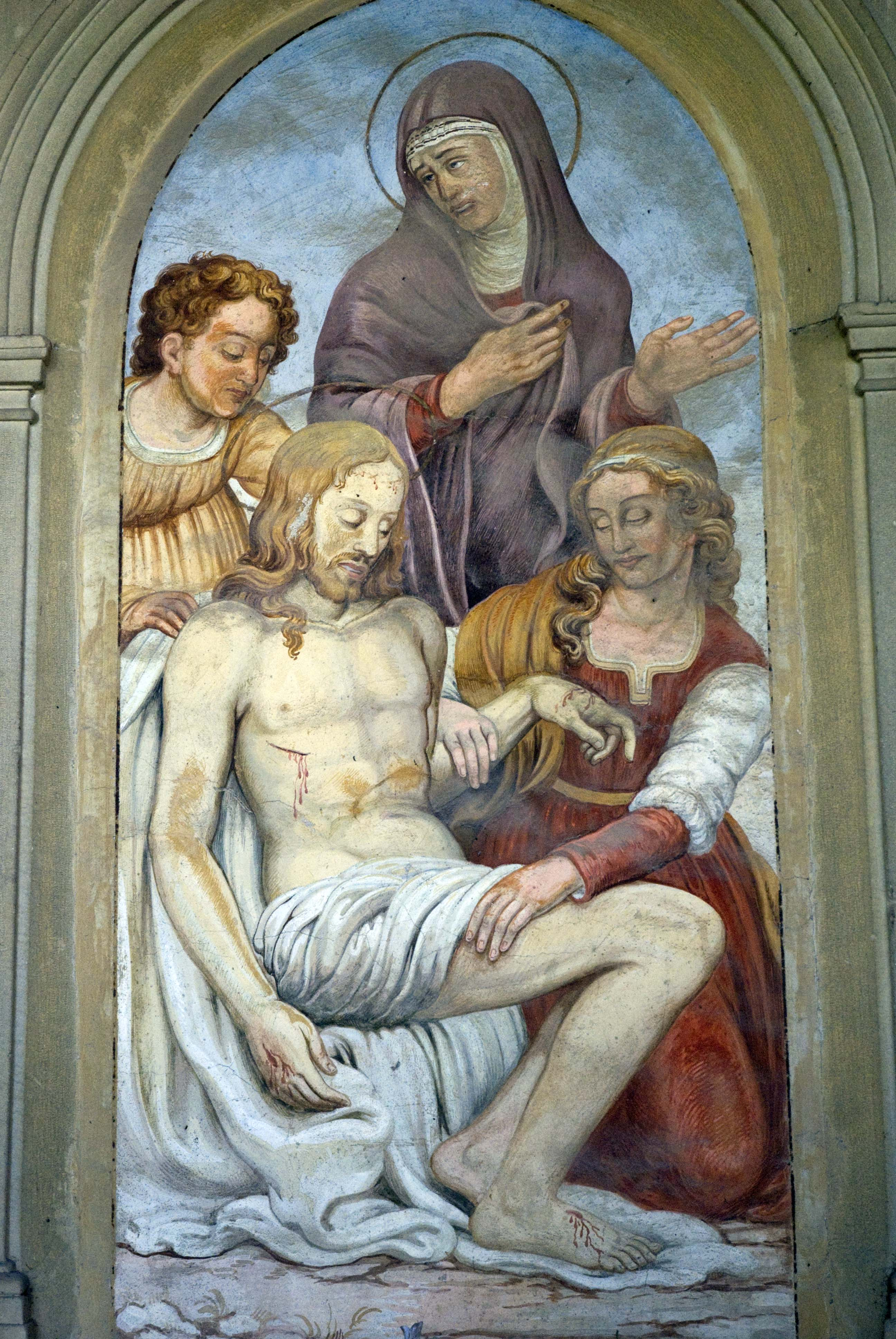
La Pietà (ridipinta), che potrebbe nascondere un'opera del Bronzino

Il Tabernacolo degli Strozzi o Cappella Strozzi è un edificio sacro situato in località Calcinaia, nel comune di San Casciano in Val di Pesa.

## Descrizione
È un tabernacolo del tipo ad edicola che prende il nome dalla famiglia Strozzi, proprietaria della vicina Villa Caserotta, che lo fece edificare ed è importante perché al suo interno contiene un affresco di Agnolo di Cosimo detto il Bronzino raffigurante la Pietà con santi e apostoli.
Il dipinto risale al XVI secolo.
In occasione di un restauro nel 1942, purtroppo eseguito da mani inesperte, furono aggiunti dei pannelli mobili laterali, e pesantemente integrato il dipinto.

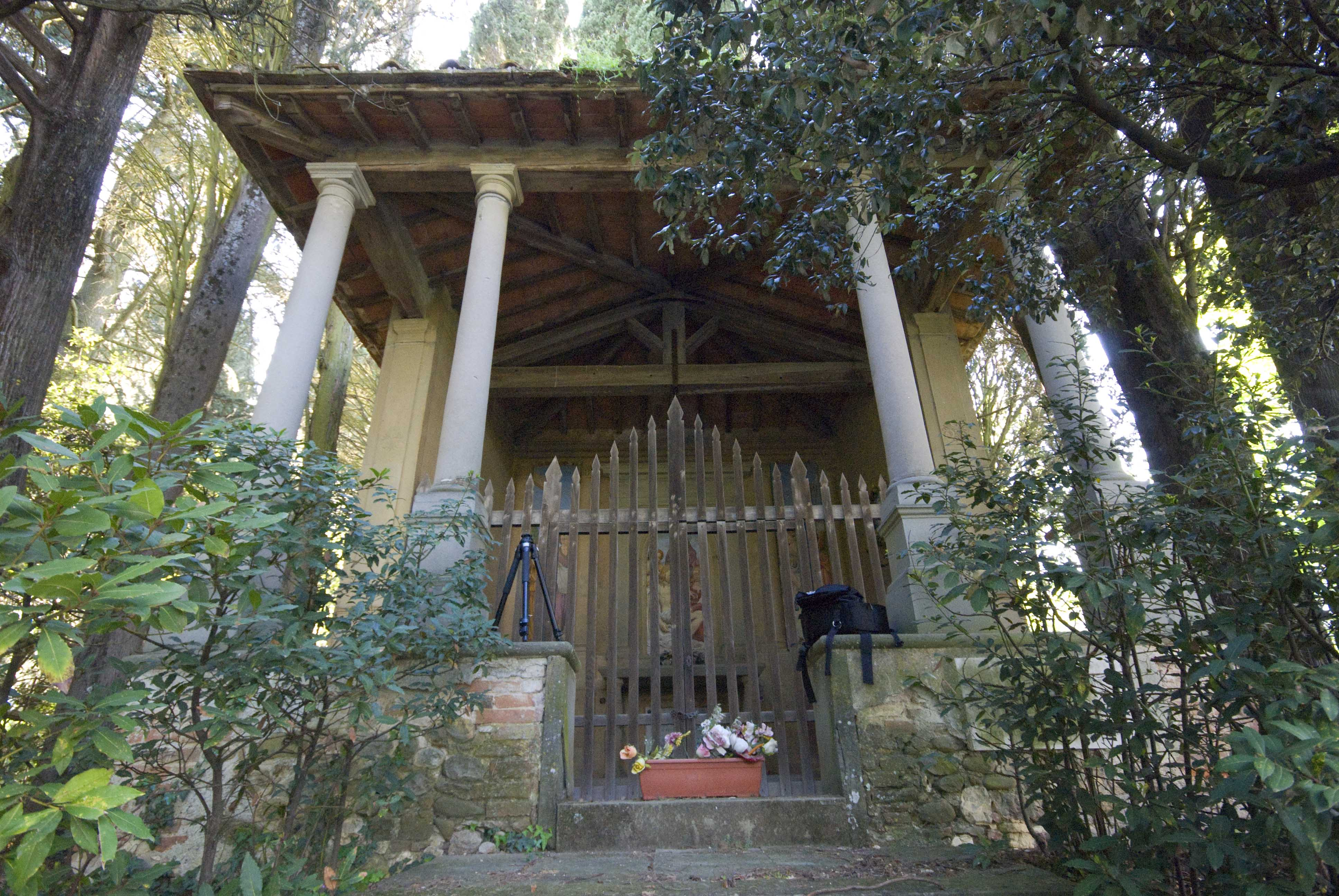
Ingresso del tabernacolo
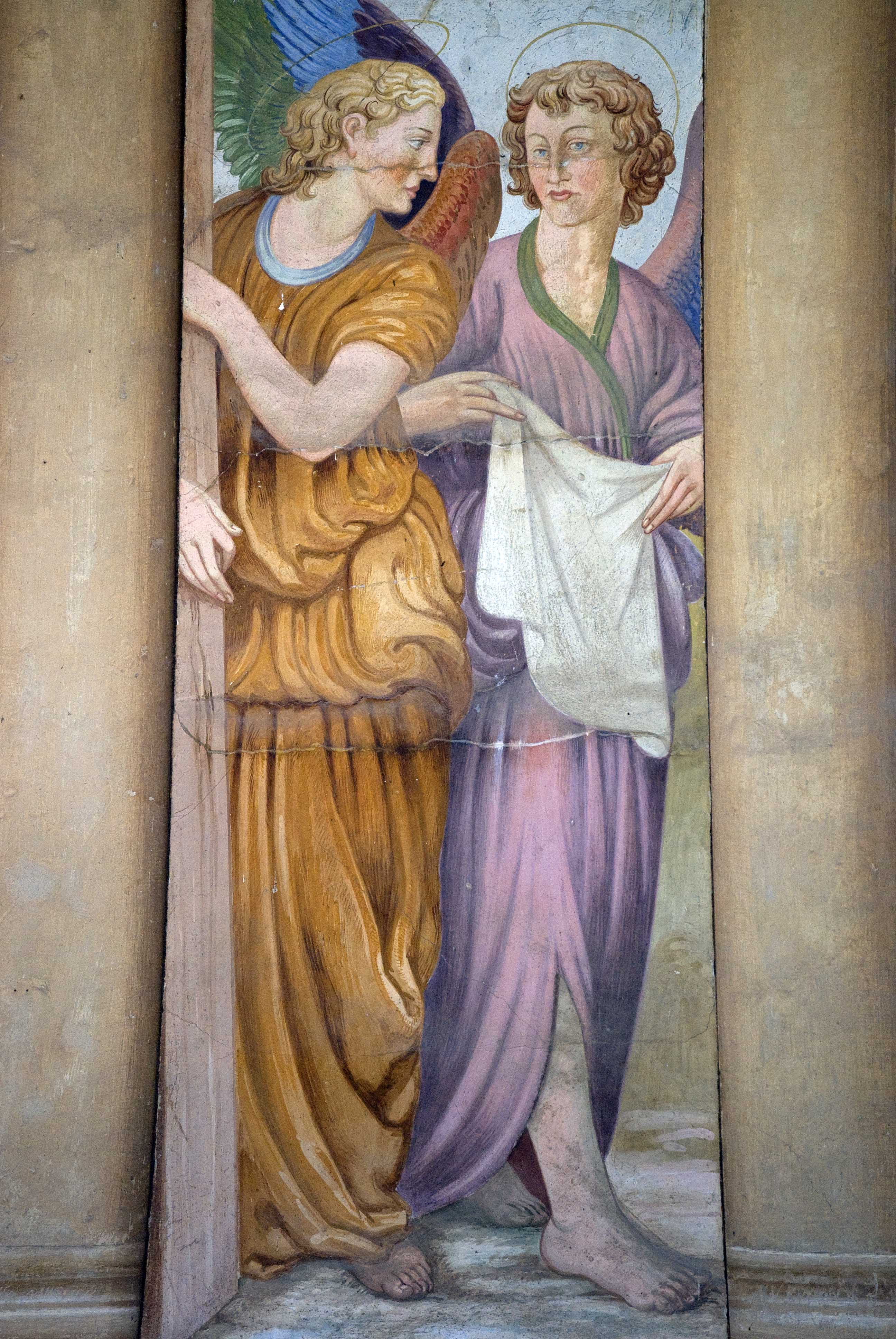
pannello sinistro
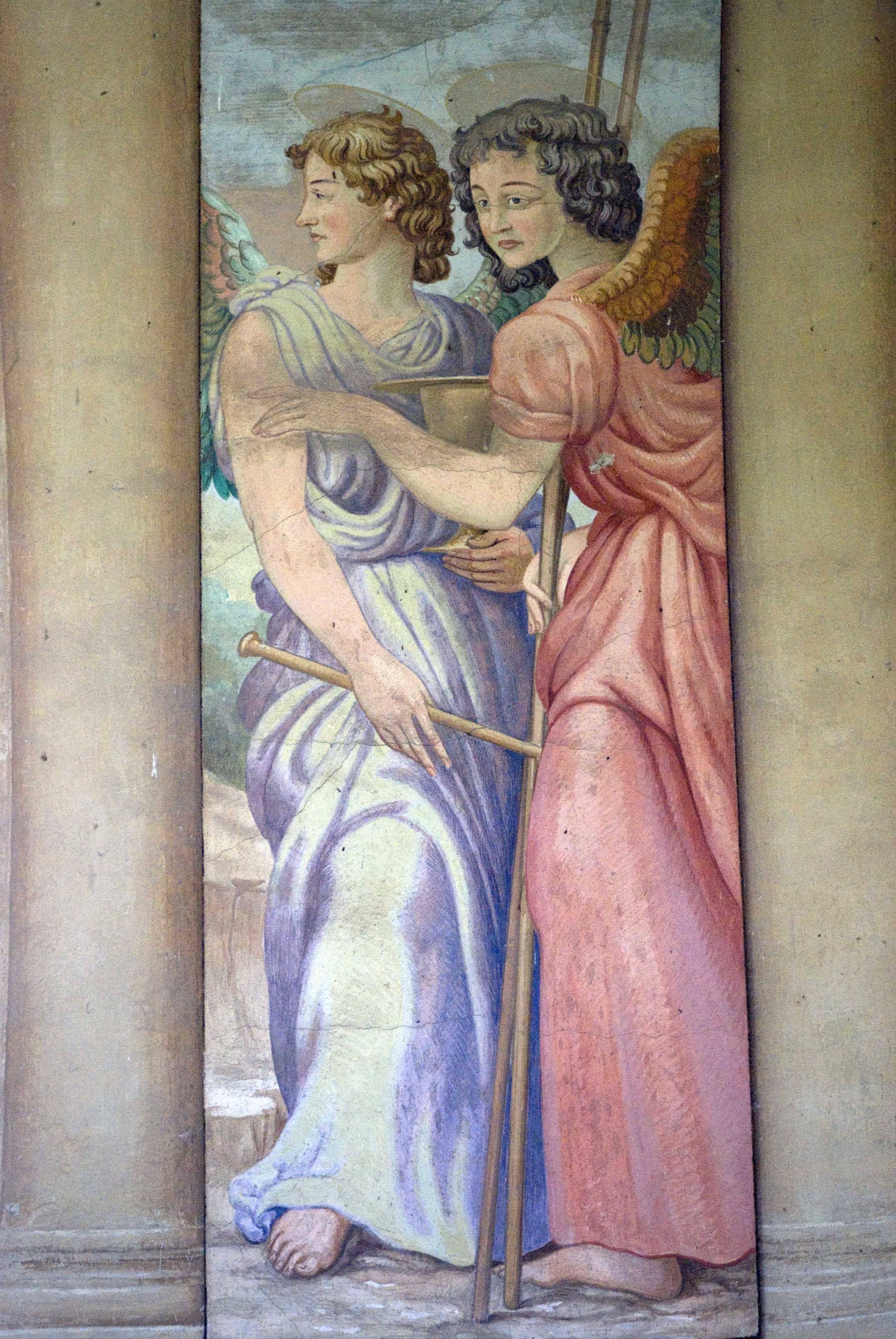
pannello destro